# Isosaari (ö i Finland, Norra Österbotten, Nivala-Haapajärvi)
Isosaari är en ö i Finland. Den ligger i sjön Kortejärvi och i kommunen Haapajärvi i den ekonomiska regionen  Nivala-Haapajärvi ekonomiska region  och landskapet Norra Österbotten, i den centrala delen av landet, 400 km norr om huvudstaden Helsingfors. Öns area är 8 hektar och dess största längd är 0,5 kilometer i nord-sydlig riktning.